# Абодим (река)
Абоди́м, Абадим — река в России, протекает по Петровскому и Екатериновскому районам Саратовской области и по границе с Пензенской областью. Устье реки находится в 94 км по левому берегу реки Сердоба у села Комаровка Екатериновского района. Длина реки составляет 30 км. Площадь водосборного бассейна — 234 км².

## Данные водного реестра
По данным государственного водного реестра России относится к Донскому бассейновому округу, водохозяйственный участок реки — Хопёр от истока до впадения реки Ворона, речной подбассейн реки — Хопёр. Речной бассейн реки — Дон (российская часть бассейна).
Код объекта в государственном водном реестре — 05010200112107000005407.